# 本郷村 (福岡県山門郡)
本郷村（ほんごうむら）は、福岡県山門郡にあった村。現在のみやま市の一部。

## 地理
矢部川下流域で同川から沖端川が分流する個所の平野に位置していた。

## 歴史
- 1889年（明治22年）4月1日 - 町村制の施行により、山門郡本郷村、文広村が合併して村制施行し、本郷村が発足[2][3]。
- 1907年（明治40年）1月1日 - 山門郡瀬高町、小川村、川沿村、緑村（一部）が合併し瀬高町が存続して廃止された[2][3]。